# 에두아르 몽프티역
에두아르 몽프티역 (Station Édouard-Montpetit)은 코트데네이주-노트르담드그라스 지역구에 있는 몬트리올 지하철 파란색 선 정차역이다. 1988년 1월 4일에 개통한 이 역은 마지막 단계에 개통한 파란색 선 역으로, 몬트리올 대학교 캠퍼스에 위치해있다.

## 건축 양식
이 역이 지어질 당시 지하에 주요 하수관과 몽루아얄 지하를 지나가는 철도 터널의 환기구가 있었기 때문에 역 공사에 있어서 난관 그 자체였다. 이에 따라 건축가는 역의 다양한 구조를 핑크색으로 통일하여 단일성을 주었다. 이 역이 몬트리올 대학교 음악과 건물 근처에 있기 때문에 몽상적이면서 음악에 감명받는 느낌을 최대한 살리도록 하였다.
이 역은 또한 피아노 건반 모양의 빨간색 벤치로 잘 알려져 있는데, 너비가 좁은 관계로 실용성보다는 미를 더욱 살린 디자인이기도 하다. 승강장은 불규칙한 모양의 커다란 메자닌으로 이어져있으며 핑크색은 덜 두드러져 있다. 세 개의 출입구는 각기 다른 모양으로 설계되어있는데, 정문은 몬트리올 대학교 스포츠 센터인 CEPSUM 바로 밑에 위치해있다. 다른 두 출입구는 유선형으로 나있으며 요철이 있는 핑크색 쇠시리는 철, 유리, 콘크리트로 이루어진 진부한 소재의 건물에 생기를 불어넣는다.

## 역명 유래
1904년에 변호사가 된 에두아르 몽프티 (1881-1954)는 변호사 직은 물론 정치경제학을 가르쳤으며 1907년에 첫 퀘벡주 장학생으로 파리에 입성하였다. 몽프티는 2년동안 파리에서 정치학과 사회과학을 공부하였고 1920년에는 사회과학부를 신설하였다. 몽프티는 몬트리올 대학교 총장과 사회과학부 학장 등 다양한 직책을 수행하였고 1920년부터 50년까지 학술 원로원과 운영위원으로 재임하였다. 1910년부터 39년까지 몬트리올의 고등경영학교 교수로 있었고 1910년부터 54년까지는 법대 교수를 맡기도 하였다. 1967년에 몽프티의 업적을 기리기 위해 몬트리올 대학교에서 동상을 설립하였고 인근 도로명이였던 메이플우드를 그의 이름을 따서 불바르 에두아르 몽프티로 개명하였다.
지하철 건설 당시, 이 역 이름은 뱅상 댕디 음악대학의 이름을 따서 뱅상 댕디역으로 불렸으나 건설 도중에 인근 도로 이름인 에두아르 몽프티로 자리잡았다.

## 미래
이 역은 원래 5호선인 파란색 선과 CN 선로를 따라 달리는 두몽타뉴선 통근 열차를 대체할 3호선 전철간 환승역으로 구상하였다. 두 노선은 고속 엘리베이터로 지하 70m에 있는 3호선 승강장까지 이어질 예정이였으나 막대한 건설 비용으로 무산되었다.
2016년 4월 26일, 퀘벡 연금보험 및 투자신탁공사 (Caisse de dépôt et placement du Québec, CDPQ)이 두몽타뉴선 교체 구간을 포함한 총 연장 67km의 무인 경전철인 몬트리올 광역급행철도 (Réseau express métropolitain, REM)를 발표하였다. 2016년 11월 25일에는 CDPQ가 REM에 에두아르 몽프티를 포함한 세 역을 추가할 계획을 발표하였다. 이에 따라 지하 70m에 승강장이 신설될 예정이며 이전 계획처럼 파란색 선과는 고속 엘리베이터로 이어질 예정이다.
공사는 2018년 여름에 시작하였으며 2022년에 개통하면 북미에서 포틀랜드 경전철의 워싱턴파크역 다음으로 가장 깊은 역으로 자리잡게 된다.

## 역 개선 공사
에두아르 몽프티역은 2020년 8월부터 교통약자가 이용할 수 있는 엘리베이터를 설치하고 기존 출입구를 확장하는 공사가 진행 중이며 이에 따라 이 역에 정차하는 51번 에두아르 몽프티, 119번 록랜드, 368번 아브뉘 뒤 몽루아얄 심야 버스 정류장이 이전하였다. 몬트리올 대학교 체육 및 스포츠 센터 (CEPSUM) 앞에 있는 남쪽 출입구는 2020년 11월부터 폐쇄되며 이에 따라 에두아르 몽프티와 뱅상 댕디에 있는 출입구로만 진입할 수 있다.

## 버스 연결편
이 역에서 갈아탈 수 있는 버스 노선은 아래와 같다.
| 노선 | 노선              | 노선                 | 종점            | 종점 | 종점           | 경유지 | 비고                                                                         |
| ---- | ----------------- | -------------------- | --------------- | ---- | -------------- | --- | ---------------------------------------------------------------------------- |
| 51   | 에두아르 몽프티   | Édouard-Montpetit    | 몽레알웨스트역  | ↔    | 로리에역       | 동쪽 - 에두아르 몽프티역 - 뱅상 댕디 / 코트생트카트린 - 로리에 / 뒤파크 - 로리에 / 생튀르뱅 - 생조셉 / 생로랑 - 로리에역 서쪽 - 에두아르 몽프티역 - 유니베르시테 드몽레알역 - 에두아르 몽프티 / 데셀 - 퀸메리 / 코트데네이주 - 스노든역 - 필딩 / 코트생룩 - 필딩 / 캐번디시 - 필딩 / 오브라이언 - 웨스트 브로드웨이 / 셰르브루크 - 몽레알웨스트역 | 매일 상시 운행 양방향 평일 오전 6시부터 오후 9시까지 최대 10분 간격으로 운행 |
| 119  | 록랜드            | Rockland             | 몽루아얄 기차역 | ↔    | 코트데네이주역 | 남쪽 - 에두아르 몽프티역 - 위니베르시테 드 몽레알역 - 장 브리양 / 코트데네이주 - 라부아 / 이사벨라 - 코트데네이주역 북쪽 - 에두아르 몽프티역 - 매캐런 / 코트생트카트린 - 매캐런 / 밴혼 - 록랜드 / 장 탈롱 - 록랜드 / 브리타니 - 어네스트 B. 주비앙 공원 (더글라스 요양원) - 몽루아얄역 | 매일 오전 7시부터 오후 7시까지 운행                                          |
| 368  | 아브뉘 뒤몽루아얄 | Avenue-du-Mont-Royal | 코트베르튀역    | ↔    | 프롱트낙역     | 동쪽 - 에두아르 몽프티역 - 뱅상 댕디 / 코트생트카트린 - 매케런 / 베르나르 - 370 우트르몽역 - 우트르몽 / 베르나르 - 365 베르나르 / 뒤파크 - 365 뒤파크 / 생조셉 - 365 뒤파크 / 뒤몽루아얄 - 363 뒤몽루아얄 / 생로랑 - 361 몽루아얄역 - 359 뒤몽루아얄 / 파피노 - 뒤몽루아얄 / 드로리미에 - 357 뒤몽루아얄 / 디베르빌 - 356 357 364 디베르빌 / 셰르브루크 - 350 353 355 356 357 358 360 362 364 프롱트낙역 서쪽 - 에두아르 몽프티역 - 유니베르시테 드 몽레알역 - 369 퀸 메리 / 코트데네이주 - 퀸 메리 / 빅토리아 - 코트생트카트린역 - 370 플라몽동역 - 369 371 372 376 382 나뮈르역 - 371 382 드라사반역 - 코트드리에스 / 데카리 - 생트크루아 / 코트드리에스 - 380 생트크루아 / 뒤콜레주 - 371 378 380 382 코트베르튀역 | 매일 심야 시간대에 운행                                                      |

## 인근 명소
- 몬트리올 대학교
  - CEPSUM: 몬트리올 대학교 스포츠 센터
  - 마리 빅토랭관 (Pavillon Marie-Victorin)
  - 클로드 샹파뉴관 (Salle Claude-Champagne)
- 뱅상 댕디 음악대학 (École de musique Vincent-d'Indy)
- 생놈드마리 요양원 (Pensionnat du Saint-Nom-de-Marie)
- 생제르맹 아카데미 (Académie Saint-Germain)

## 인접한 역
| STM 파란색 선                          | STM 파란색 선                                  | STM 파란색 선        |
| -------------------------------------- | ---------------------------------------------- | -------------------- |
| 위니베르시테 드 몽레알 스노든 방면     | 파란색 선                                      | 우트르몽 생미셸 방면 |
| CN 두몽타뉴선                          |                                                |                      |
| 캐노라 두몽타뉴, 생탄드벨뷔, 공항 방면 | 몬트리올 광역급행철도 (REM) (2023년 개통 예정) | 맥길 리브쉬드 방면   |